# Michelle Vieth
Michelle Vieth Paetau (Marshalltown, 19 de novembro de 1979) é uma atriz de televisão mexicana-estadunidense. Quando muito jovem sua família se mudou para Acapulco, onde ela cresceu. É a maior de 4 irmãos: Alberto, Axel, Armando, e Xavier. Michelle tem  cidadania mexicana.

## Biografia
Aos 16 anos, a convite de uma amiga, fez uma participação como figurante na novela Acapulco, cuerpo y alma. Nessa ocasião conheceu o vice-presidente da Televisa, Valentin Pimstein, que a convidou para ser atriz. Em seguida, foi enviada para o (CEA) Centro de formação de atores da Televisa.
Em 1997 fez a novela Mi pequeña traviesa, onde interpretou a protagonista Júlia. O sucesso foi tão grande que ascendeu a carreira da atriz fazendo com que ela interpretasse uma das protagonistas da novela Soñadoras de 1998 compartilhando créditos com Laisha Wilkins que já havia trabalhado com a atriz em sua novela anterior, além de Laisha, Michelle teve como colegas Alejandra Ávalos, Arturo Peniche, Angélica Vale, Aracely Arámbula, José Carlos Ruiz, Ariel López Padilla e Irán Castillo.
Em Seguida protagonizou a trama Mujeres engañadas desta vez com Andrés García, Laura León e Novamente com Arturo Peniche desta vez como par romântico, esta foi outro sucesso em sua carreira.
E seu grande triunfo nas telenovelas foi em 2001 na trama Amigas y rivales onde interpretou a protagonista Laura, nesta trama ela saiu dos últimos capítulos da novela por que brigou muito com a produção e não se dava bem com os atores Arath de la Torre seu par romântico e com Angélica Vale com quem novamente dividiu o protagonismo, a atriz alegou que ao contrário de Ludwika Paleta e Adamari López, Angélica não foi uma amiga de verdade fora das câmeras.
A atriz também demonstrou seu talento como antagonista nas novelas Cuidado con el ángel de 2008 interpretando a cínica e bem humorada Ana Júlia, e a mimada Karen em Mundo de Fieras que não foi muito bem sucedida, em ambas as produções ela atuou com Helena Rojo atriz veterana.
Outras novelas em que a atriz participou foi na teen Clase 406 ao lado de Dulce María, Sara Maldonado, Sherlyn e Christian Chávez, também em La madrasta como co-protagonista atuando com Victoria Ruffo, Guillermo García Cantú, René Casados, Jacqueline Andere, César Évora e Sabine Moussier. em Corazones al límite, La traición, Al diablo con los guapos, Mañana es para siempre onde fez uma participação especial atuando com Fernando Colunga, Lucero e Silvia Navarro. sua estréia na nova emissora  é a bem sucedida La otra cara del alma sendo protagonista pela primeira vez na tv azteca, compartilhando créditos com Jorge Alberti, Eduardo Capetillo e Gabriela Spanic.

### Mudança de Emissora
A atriz declarou em uma entrevista em dezembro de 2010 que não ia trabalhar na Televisa. O motivo de sua saída é que ela fechou com a TV Azteca, porque na sua antiga emissora estava fazendo papéis cada vez mais pequenos. A atriz diz que guarda muito carinho e boas lembranças da ex-emissora.
Em janeiro de 2014 com baixos índices de audiência, a rede mexicana TV Azteca decidiu demiti-la. A emissora rescindiu o contrato dela afim de liberá-la para outra rede, já que a direção não tem interesse de tê-la em seu casting.

## Vida pessoal
Em 2002 ela se casou com o ator Héctor Soberón, do qual pouco tempo depois se divorcia de modo controverso. Atualmente se separou do empresário Leandro Ampudia, com quem tem dois filhos: Michelle e Leandro.

### Polêmicas
- Ela aparece em um escândalo sobre vídeos pornográficos com um homem desconhecido. Após o escândalo Michelle partiu para um curto período de tempo no Estados Unidos, e processou seu ex-marido Héctor Soberón identificado como o culpado pela distribuição das imagens na mídia e na Internet.

- As constantes brigas em 2001 com Angélica Vale e Arath de la Torre durante a gravação de Amigas y rivales sempre chamavam a atenção da mídia na época já que a novela é um grande sucesso mundial.

## Filmografia

### Televisão
| Ano  | Título                       | Personagem                                  | Notas                                  |
| ---- | ---------------------------- | ------------------------------------------- | -------------------------------------- |
| 1995 | Acapulco, cuerpo y alma      | —                                           | Figuração                              |
| 1997 | Mi pequeña traviesa          | Julio Paz / Julia Paz                       |                                        |
| 1998 | Festival Acapulco            | Apresentadora                               |                                        |
| 1998 | Soñadoras                    | Lucía de la Macorra / Adriana de la Macorra |                                        |
| 1999 | Otro Rollo con: Adal Ramones | Lucía de la Macorra / Adriana de la Macorra | Episódio: "Elenco juvenil de Soñadora" |
| 1999 | Mujeres engañadas            | Paola Montero                               |                                        |
| 2001 | Amigas y rivales             | Laura González Uribe                        |                                        |
| 2003 | Big Brother VIP              | Participante                                | Reality show                           |
| 2003 | Clase 406                    | Nadia Castillo Bojórquez                    |                                        |
| 2005 | Mujer, casos de la vida real | —                                           | Episódio: "Señales"                    |
| 2005 | La madrastra                 | Vivian Sousa                                |                                        |
| 2006 | Mundo de fieras              | Karen Farías Rivas del Castillo             |                                        |
| 2007 | Al diablo con los guapos     | Pilar                                       |                                        |
| 2008 | La traición                  | Michelle Phillips                           |                                        |
| 2008 | Cuidado con el ángel         | Ana Júlia Villaseñor                        |                                        |
| 2012 | Venga el domingo             | Apresentadora                               |                                        |
| 2012 | La otra cara del Alma        | Daniela de la Vega Quijano                  |                                        |
| 2013 | La isla                      | Participante/ ela mesma                     | Reality show                           |
| 2021 | Mi fortuna es amarte         | Fernanda Díez Acuña                         |                                        |

## Teatro
- Las Arpias (Pré-produção)
- Un Big Enredo (2003)
- Mi Preciosa Traviesa (1998)
- De Estos Locos Quedan Pocos (1998)

## Prêmios e Indicações
| Ano  | Festival                                    | Categoria                                   | Nomeações                                   | Resultado |
| ---- | ------------------------------------------- | ------------------------------------------- | ------------------------------------------- | --------- |
| 1998 | Prêmio TVyNovelas                           | Melhor Atriz Revelação                      | Mi pequeña traviesa                         | Venceu    |
| 1999 | Prêmio TVyNovelas                           | Debutante do Ano                            | Mi pequeña traviesa                         | Venceu    |
| 2000 | Prêmio TVyNovelas                           | Melhor Atriz Juvenil                        | Mujeres engañadas                           | Indicada  |
| 2004 | Prêmios Bravo                               | Melhor Atriz em Televisão                   | Classe 406                                  | Venceu    |
| 2006 | Prêmio TVyNovelas                           | "Rainha dos Clássicos Juvenis"              | "Rainha dos Clássicos Juvenis"              | Venceu    |
| 2006 | Governo do Estado de Acapulco               | Reconhecimento por sua trajetória artística | Reconhecimento por sua trajetória artística | Venceu    |
| 2009 | Prêmio do Ministério do Turismo de Acapulco | Trajetória                                  | Homenagem                                   | Venceu    |

## Ligações Externas
- Michelle Vieth em Alma Latina
- Michelle Vieth. no IMDb.
- Michelle Vieth em Esmas.com